# Thomas-Gletscher
Der Thomas-Gletscher ist ein grob z-förmiger Gletscher im westantarktischen Ellsworthland. Er fließt von den südöstlichen Hängen des Vinson-Massivs durch den südlichen Teil der Sentinel Range des Ellsworthgebirges, die er südlich des Johnson Spur verlässt.
Entdeckt wurde er bei einem Überflug zwecks Erstellung von Luftaufnahmen durch die Flugstaffel VX-6 der United States Navy zwischen dem 14. und 15. Dezember 1959. Diese Luftaufnahmen dienten dem United States Geological Survey für eine Kartierung. Das Advisory Committee on Antarctic Names benannte den Gletscher 1961 nach Konteradmiral Charles W. Thomas (1903–1973) von der United States Coast Guard, Teilnehmer an der Operation Highjump (1946–1947) und der ersten Operation Deep Freeze (1955–1956).